# Pleurotomaria nuda
Pleurotomaria nuda is een fossiele slakkensoort uit de familie van de Pleurotomariidae. De wetenschappelijke naam van de soort is voor het eerst geldig gepubliceerd in 1941 door Delpey.